# Clare Museum
Het Clare Museum is een historisch museum in Ennis, County Clare, Ierland. Het werd in gebruik genomen in het jaar 2000. Het museum is gevestigd in de voormalige St Xavier's School. Het is in beheer bij de Clare County Council.
Het museum bevindt zich in een deel van het complex dat ooit toebehoorde aan de Sisters of Mercy. Het eigenlijke convent is gesloopt en vervangen door een hotel. Het schoolgedeelte, St Xavier's School, en de kapel bleven gehandhaafd maar raakten in verval. Dit deel is gebouwd in 1865 (school) en 1869 (kapel). in plaats van het gebouw toe te voegen aan de "Derelict Sites Register" (Register van vervallen gebouwen) besloot de County Council het gebouw te restaureren en in gebruik te nemen als museum.
Onder de vele historische items is ook de zilveren spade waarmee Charles Stewart Parnell in 1885 in Milltown Malbay de "eerste graszode " weg schepte voor de aanleg van de West Clare Railway.